# Klaviersonate Nr. 11 (Mozart)

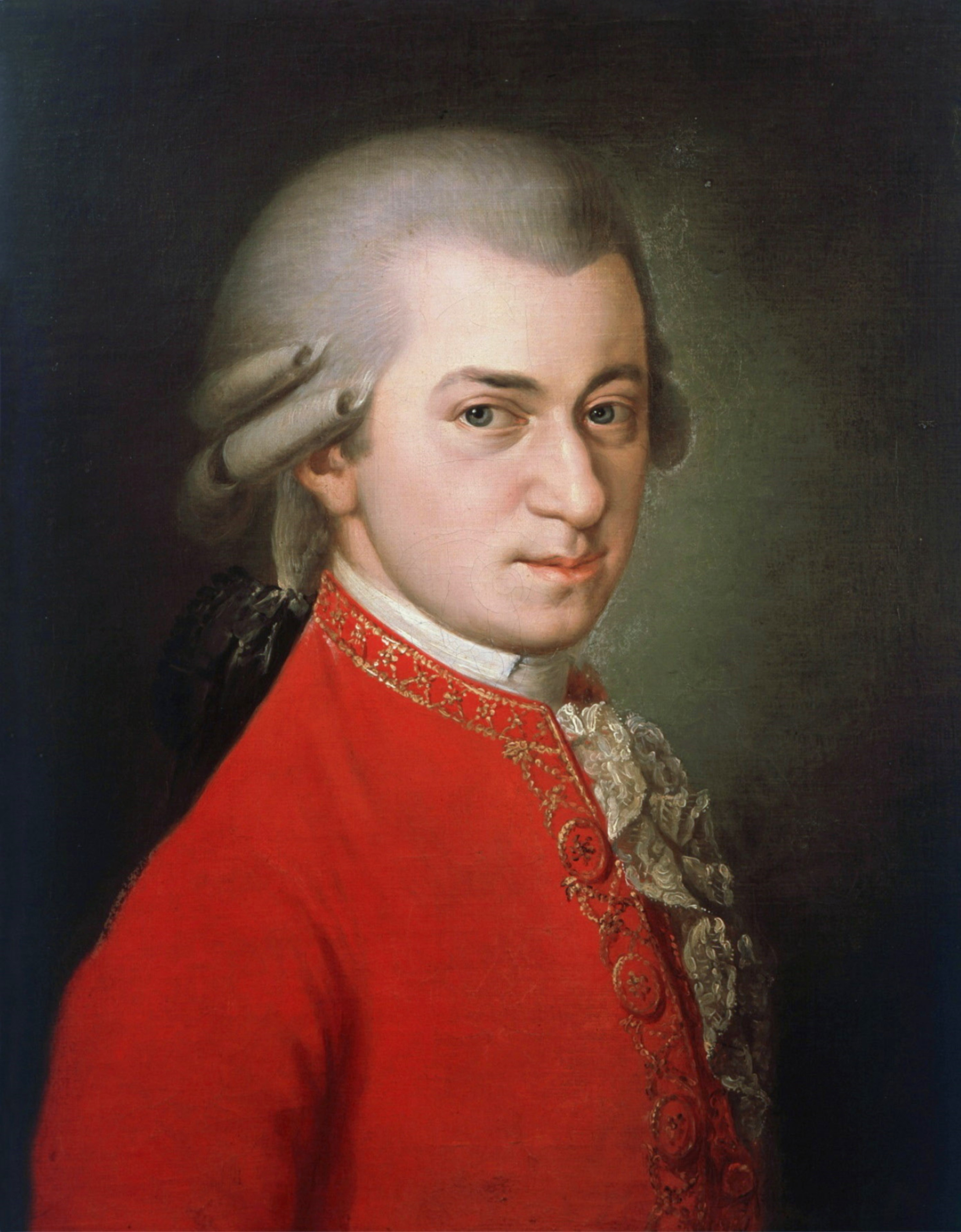
Wolfgang Amadeus Mozart (posthumes Porträt von Barbara Krafft)

Die Sonate Nr. 11 A-Dur KV 331 (300i) ist eine der bekanntesten Klaviersonaten Wolfgang Amadeus Mozarts. Mozart schrieb sie 1783 in Wien oder Salzburg. Der Erstdruck erschien 1784 ebenda bei Artaria & Co.
Das Werk konnte insbesondere durch seinen dritten Satz an Popularität gewinnen; dabei handelt es sich um ein als Türkischer Marsch bekannt gewordenes und mit Alla Turca überschriebenes Allegretto in Rondoform in a-Moll, das in A-Dur endet.
Neben dem dritten wird ebenso der erste Satz der Sonate in der Popkultur häufig zitiert und ist durch seine eingängige Melodie sehr beliebt.

## Aufbau und Analyse
Die Sonate besteht aus den folgenden drei Sätzen:
1. Thema. Andante grazioso – Thema mit Variationen I–VI
2. Menuetto – Menuett und Trio
3. Alla Turca. Allegretto – Rondo „Alla Turca“

Eine Aufführung dauert ungefähr 26 Minuten.

### Erster Satz

Die ersten zwei Takte des Themas

Die Sonate beginnt mit einem Variationssatz anstelle eines Sonatenhauptsatzes. Er besteht aus einem Thema mit sechs Variationen.

#### Thema
Andante grazioso, 6/8-Takt, A-Dur
Das Thema ist zweiteilig, wobei jeder Teil einmal wiederholt wird, und weist Merkmale eines Sicilianos auf; der Rhythmus dieser barocken Tanzform durchzieht das ganze Stück und verleiht ihm seinen speziellen, recht lieblichen Charakter. Das Tempo ist ruhig gehalten und bis auf kurze, mit forte unterschriebene Stellen, die eher wie Akzente wirken, ergeht es der Dynamik ebenso. Auch die Harmonik ist einfach gestaltet, da sie kaum die Hauptfunktionen verlässt.

#### Variationen
Der Komponist bedient sich verschiedener Möglichkeiten, das Thema anderweitig aufzugreifen und zu verarbeiten: Neben der Verwendung von Komplementärrhythmik werden auch Veränderungen des Tongeschlechts, des Tempos und der Taktart vorgenommen.

### Zweiter Satz
Menuetto, 3/4-Takt, A-Dur
Der zweite Satz ist ein Menuett mit folgendem Ablauf: Menuetto – Trio – Menuetto (Da capo).

#### Menuetto
Das Menuett ist aus zwei Teilen aufgebaut, die jeweils wiederholt werden. Das Hauptthema ist eine (nach A-Dur transponierte und an den 3/4-Takt angepasste) Variante des Hauptthemas aus dem 1. Satz seiner Klaviersonate in C-Dur KV 309. Der erste, 18-taktige Teil unterstreicht anfangs das typische Schreiten eines Menuetts, moduliert dann jedoch zur Dominante E-Dur, während schnelle Sechzehntelbewegungen einen Kontrast zu den vorherigen Motiven aufzeigen. Der zweite, 30-taktige Teil beginnt mit einer Art von Durchführung in Moll, welche schließlich wieder in E-Dur endet, sodass der erste Teil als Reprise daran anknüpfen kann; diese endet in der Tonika A-Dur.

#### Trio
Das Trio steht in der Subdominante D-Dur und ist insbesondere durch gleichmäßige Achtelbewegungen geprägt. Sein Formschema ähnelt dem des Menuetts.

### Dritter Satz
Allegretto, 2/4-Takt, a-Moll

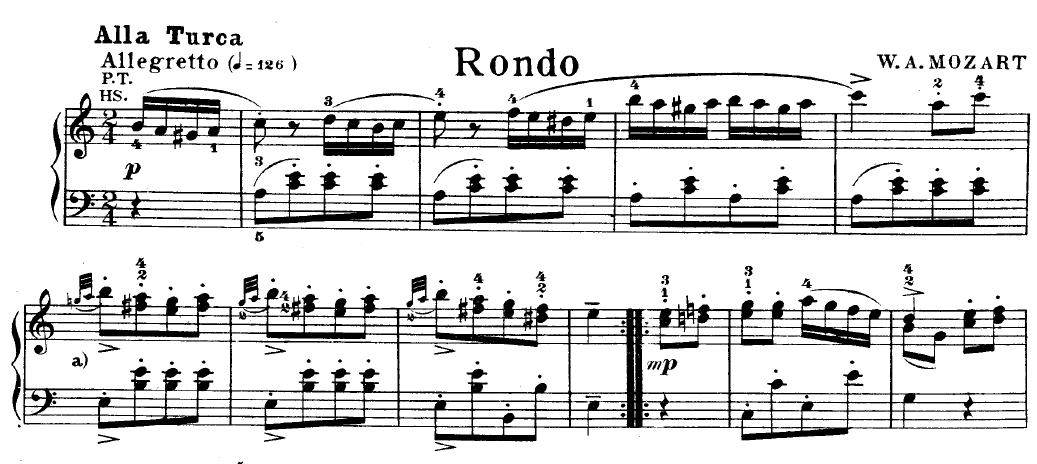
Die ersten 12 Takte des Alla Turca

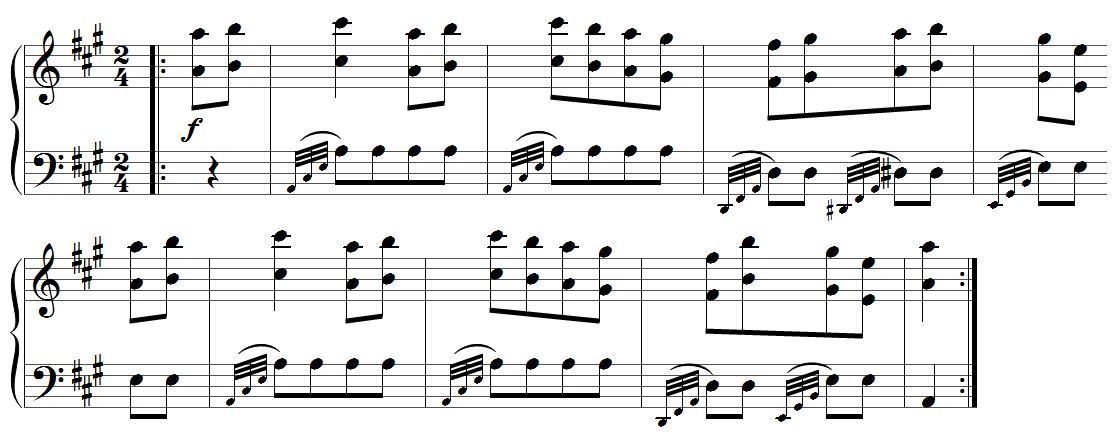
Teil C

Der dritte Satz ist ein Rondo mit folgendem Schema: |: A :||: B – A' :||: C :||: D :||: E – D' :||: C :||: A :||: B – A' :||: C' :| F
Das gesamte Stück entfaltet sich melodisch gesehen nur in der rechten Hand, die linke Hand spielt durchgehend Arpeggios oder andere begleitende Elemente. Kontrapunkte werden nicht verwendet.
Der bekannte Anfang des Stückes (Teil A) ist ein gebrochener, schnell aufsteigender und umspielter a-Moll-Dreiklang (Hörbeispielⓘ), dem eine viertaktige Scheinmodulation zur Dominante nachgeht. Der folgende, fast antithetische Teil B besitzt ein Motiv in der Tonikaparallele C-Dur mit eher absteigendem Charakter; dieses sequenziert in a-Moll, woraufhin Teil A erneut einsetzt, nun aber fortepiano in der Tonika endet. 
Teil C steht in A-Dur und stellt somit einen noch größeren Gegensatz dar als zuvor. Wenn man den kompletten Satz als Sonatenrondoform ansieht, so können die Teile D und E als Durchführung interpretiert werden. Der erste der beiden beginnt in fis-Moll und moduliert wiederum scheinbar nach cis-Moll, wobei der Quintton am Schluss jedoch fehlt. Dies lässt eine Umdeutung zur oberen Terz des A-Dur-Dreiklangs als Ansatz für Teil E zu, denn dieser steht in jener Tonart. Danach leitet sich Teil D nochmals ein und endet auf fis.
Nach einer kurzen Überleitung (Teil C) kehren Teil A und B als Reprise zurück. In leicht veränderter Form schließt sich Teil C ein letztes Mal forte an und bereitet den Weg für eine brillante Coda (Teil F) in A-Dur, welche die Sonate in einem gelungenen Finale ausklingen lässt.

## Manuskript
Vom Autograph dieser Sonate galt lediglich das letzte Blatt mit den Takten 90ff. des 3. Satzes (Alla turca) als erhalten. Anfang September 2014 vermeldeten ungarische Medien, dass in der Széchényi-Nationalbibliothek vier Seiten des 3. Satzes in Mozarts eigener Handschrift zum Vorschein gekommen seien. Das Manuskript weiche in etlichen Punkten von der bisher überlieferten Fassung ab. Die Neuentdeckung wurde am 26. September 2014 in Budapest öffentlich gespielt.

## Spätere Verwendung der Komposition
- Max Reger verwendete das Thema des ersten Satzes in seinem Werk Variationen und Fuge über ein Thema von Mozart (1914) für Orchester.
- Der russische Pianist Arcadi Volodos komponierte eine virtuose Paraphrase.
- Der erste Satz war die Kennmelodie der Gutenachtgeschichten Betthupferl des ORF Fernsehens von Mitte der 1960er bis Mitte der 1980er Jahre.
- Eine Version des Türkischen Marsches erschien 1970 mit dem Album Benny Goodman Today unter dem Titel Venus H.B. (Turkish March).
- Im Computerspiel Knights and Merchants (1998) wird u. a. eine Bearbeitung des ersten Satzes als Hintergrundmusik benutzt.
- Im Nintendo-Game-Boy-Spiel Lemmings (1991) wird der dritte Satz als Hintergrundmusik benutzt.
- Der deutsche Klavierkabarettist Bodo Wartke veröffentlichte 2005 ein Boogie-Woogie-Arrangement des Türkischen Marsches unter dem Namen Alla Turca Stomp. Bereits 1993 schrieb Fazıl Say eine Jazz-Adaption namens Alla Turca Jazz[5].
- Die kasachische Folk-Metal-Band Ulytau veröffentlichte 2009 eine Metal-Version des Türkischen Marsches auf ihrem Album Two Warriors.
- Im Computerspiel Civilization (1991) ist der dritte Satz als Diplomatie- und Erkennungsmelodie für die Deutsche Zivilisation zu hören.
- Der deutsche Rapper Eko Fresh verwendete den Anfang des dritten Satzes in dem Song 1 Mann Orchester von seinem 2010er Album Was kostet die Welt.
- Im Nintendo-Entertainment-System-Spiel The Adventures of Captain Comic von Color Dreams ist der dritte Satz des Stückes eines von vielen klassischen Melodien, die als Musik für das Spiel verwendet wurden, weil der Entwickler dafür keine Lizenzgebühren bezahlen musste[6].
- Im Hollywoodfilm Unleashed – Entfesselt, hat der erste Satz der Sonate eine Art Schlüsselrolle, und wird im Film mehrmals angespielt.
- Im deutschen Film Blueprint wird der erste Satz auch von der Protagonistin, die Klavierspielerin ist, gespielt.
- Das Liedermacher-Duo Simon & Jan integrierte das Thema des dritten Satzes in sein Lied Wolfgang, das sich textlich auf satirische Weise mit der Jugend Wolfgang Amadeus Mozarts auseinandersetzt.
- Auch existieren zahlreiche kammermusikalische Adaptionen, wie ein Arrangement des Andante Grazioso für Streichquartett und Gitarre vom deutschen Komponisten Frederic Bernard[7]